# Gare de Granville
Gare de Granville – stacja kolejowa w Granville, w departamencie Manche, w regionie Normandia, we Francji.
Jest stacją Société nationale des chemins de fer français (SNCF) obsługiwaną przez pociągi Intercités Normandie, TER Haute-Normandie i TER Basse-Normandie.